# Équipe de France masculine de handball au Championnat du monde 1958
Cet article relate le parcours de l'Équipe de France masculine de handball lors du Championnat du monde 1958 organisé en République démocratique allemande du 27 février au 2 mars 1958. Il s'agit de la 2e participation de la France aux Championnats du monde.
Battue par la Norvège puis l'Allemagne, la France ne se qualifie pas pour le tour principal. Elle termine toutefois la compétition sur une large victoire face au Luxembourg,.

## Effectif
L'effectif de l'équipe de France était :
| Joueur             | Poste          | Club                        |
| ------------------ | -------------- | --------------------------- |
| Jean Ferignac      | Gardien de but | Paris UC                    |
| Yvan Robin         | Gardien de but | ASPOM Bordeaux              |
| Maurice Chastanier | Arrière gauche | AS Police Paris             |
| Gérard Dumont      | ?              | Bordeaux EC                 |
| Etienne Lupatin    | ?              | FC Sochaux Handball         |
| Jean Goupy         | ?              | Stade porte normande Vernon |
| Robert Rios        | ?              | ASPOM Bordeaux              |
| Michel Pichot      | ?              | AS Police Paris             |
| Georges Leroy      | ?              | AS Mulhouse                 |
| Jaques Moneghetti  | ?              | ASPOM Bordeaux              |
| Jaques Labrot      | ?              | Bataillon de Joinville      |
| Michel Paolini     | Ailier droit   | Paris UC                    |
| André Beaucourt    | ?              | AS Police Paris             |
| Marcel Lartigau    | ?              | ASPOM Bordeaux              |
| Jean-Claude Thomas | ?              | Paris UC                    |
| Jean-Pierre Lacoux | ?              | Bataillon de Joinville      |
| Bernhard Kempa     | Sélectionneur  | -                           |

A noter que selon une autre source, Gérard Balassi et Roger Orvain, gardien de but et joueur de l'AS Police Paris, auraient également participé, mais la source de la FFHB, postérieure à la compétition, est probablement plus fiable.

## Phase préliminaire

### Classement final
|   | Équipe     | Pts | J | G | N | P | Bp | Bc  | Diff |
| - | ---------- | --- | - | - | - | - | -- | --- | ---- |
| 1 | Allemagne* | 6   | 3 | 3 | 0 | 0 | 97 | 25  | 72   |
| 2 | Norvège    | 4   | 3 | 2 | 0 | 1 | 67 | 40  | 27   |
| 3 | France     | 2   | 3 | 1 | 0 | 2 | 66 | 57  | 9    |
| 4 | Luxembourg | 0   | 3 | 0 | 0 | 3 | 20 | 128 | -108 |

* Équipe unifiée d'Allemagne.

### Résultats
| Date            | Équipe 1  | Score (mi-temps) | Équipe 2   |
| --------------- | --------- | ---------------- | ---------- |
| 27 février 1958 | Norvège   | 17-13 (8-7)      | France     |
| 1er mars 1958   | Allemagne | 32-12 (16-8)     | France     |
| 2 mars 1958     | France    | 41-8 (19-0)      | Luxembourg |

## Bilan
La France est éliminée dès la phase préliminaire et se classe neuvième sur 16 participants.